# Nikolaj Nikolajevič Zinin
Nikolaj Nikolajevič Zinin (13. srpnajul./ 25. srpna 1812greg. Šuša, dnešní Ázerbájdžán – 6. únorajul./ 18. února 1880greg. Petrohrad) byl významný ruský chemik, známý zejména svou prací v organické chemii. Jako profesor působil na různých univerzitách v Rusku a byl členem Ruské akademie věd.
Mezi jeho nejvýznamnější objevy patří redukce nitrosloučenin na aminy pomocí sirovodíku v přítomnosti kovového železa nebo cínu. Tento proces, známý jako Zininova redukce, měl velký význam pro syntézu aromatických aminů, například anilinu, který se později stal klíčovou surovinou pro výrobu barviv a léčiv.
Jeho práce měla zásadní dopad na rozvoj chemického průmyslu v 19. století. Jeho objevy v organické chemii položily základ pro mnoho dalších chemických objevů ve 20. století.

## Životopis

### Dětství a vzdělání

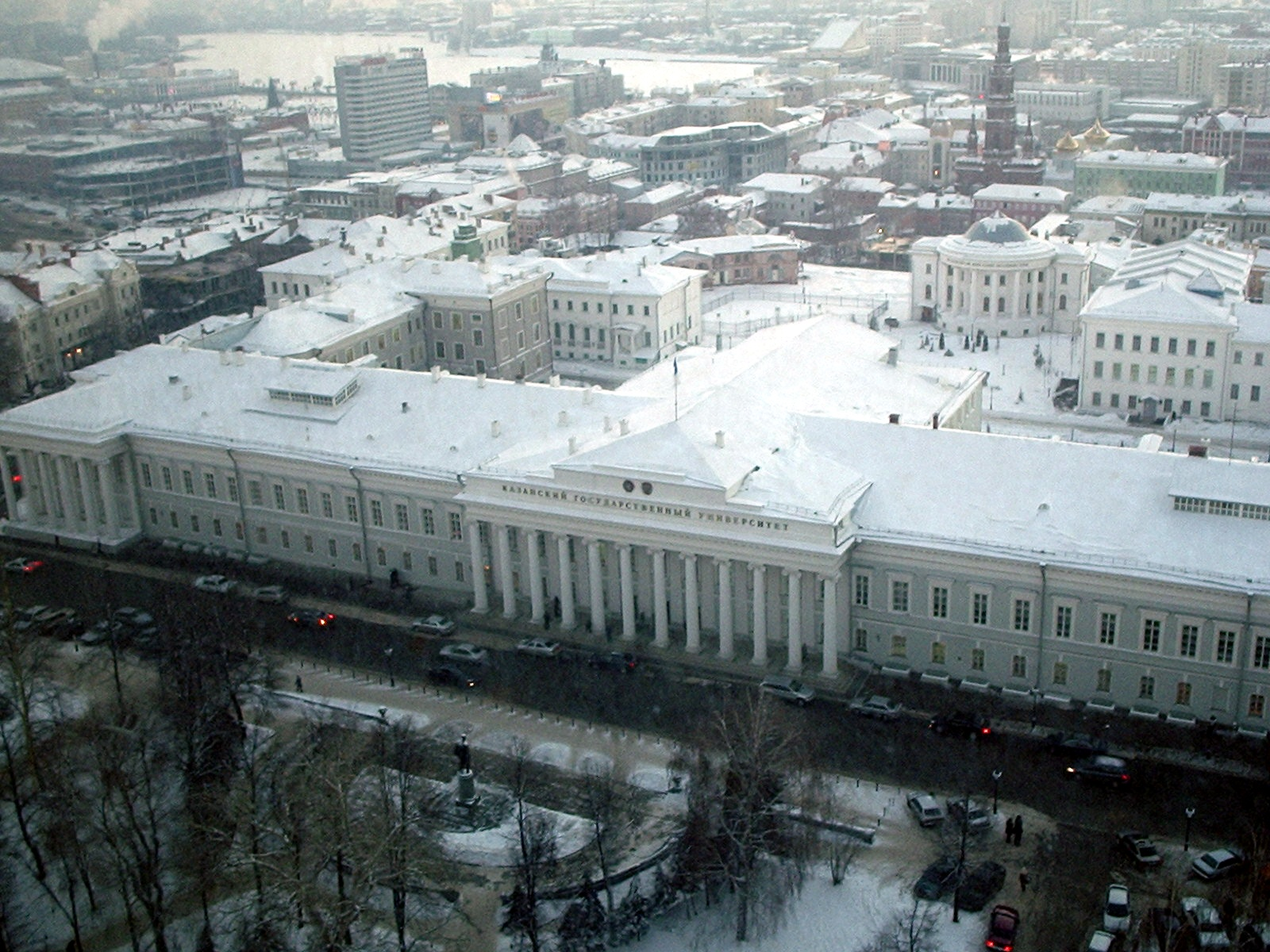
Kazaňská univerzita

Nikolaj Zinin se narodil 25. srpna 1812 v Šuši (dnešní Ázerbájdžán, tehdy součást Ruské říše). Studoval na Kazaňské univerzitě matematiku, ale začal se zde zajímat i o chemii. Po ukončení studia pokračoval ve vzdělání v zahraničí a v letech 1838 až 1841 navštívil Francii a Německo, kde pracoval s předními evropskými chemiky té doby. Studoval například na univerzitě v Giessenu u Justuse von Liebiga. Věnoval se výzkumu benzoinu, který Justuse von Liebig a Friedrich Wöhler objevili o několik let dříve při výzkumu oleje z hořkých mandlí. Po návratu do vlasti prezentoval své výsledky na Petrohradské univerzitě a získal za svou práci doktorát.

### Vědecká kariéra

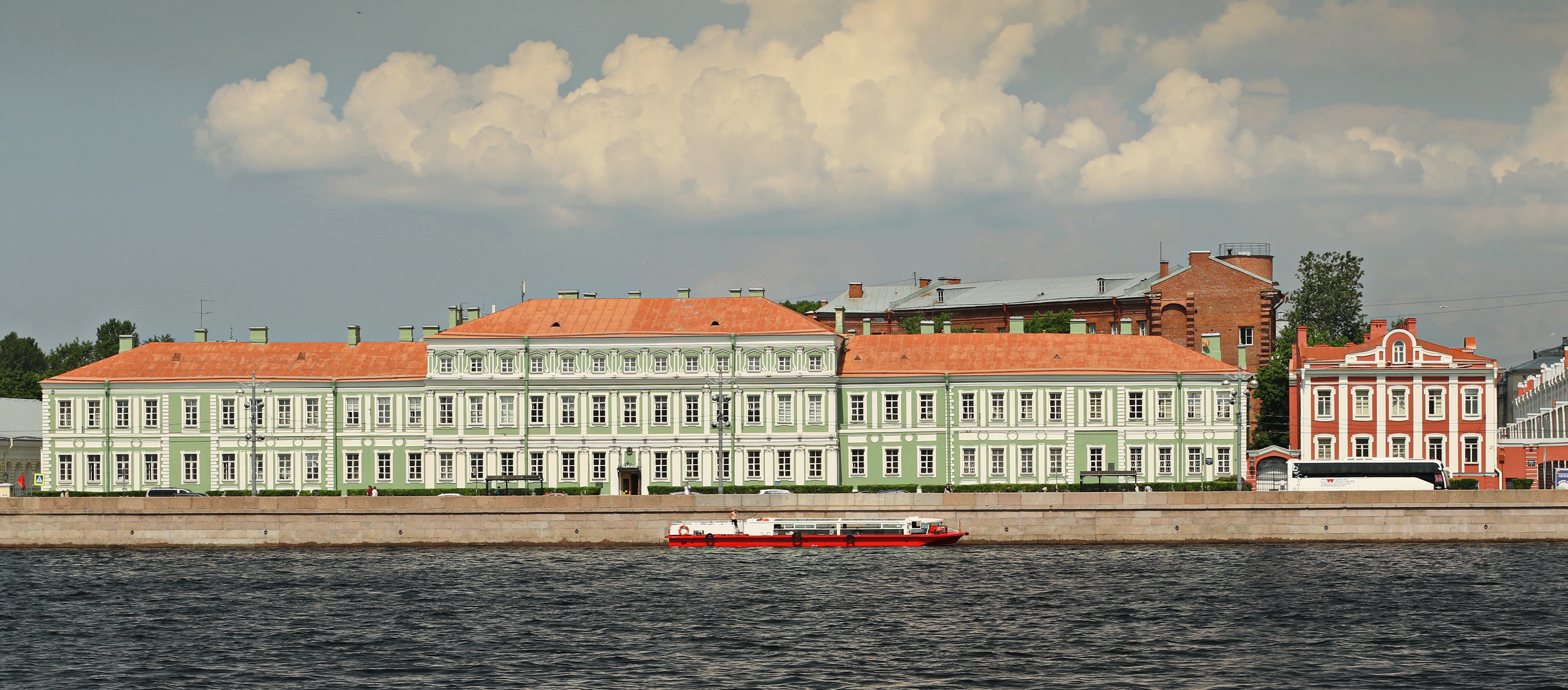
Petrohradská univerzita

Postupně se stal profesorem na Petrohradské univerzitě, na Kazaňské federální univerzitě a později na Technologickém institutu v Petrohradě.
V roce 1847 byl přijat do Ruské akademie věd. V roce 1873 se stal dopisujícím členem Académie des sciences v Paříži. V roce 1865 byl zvolen prezidentem Ruské chemické společnosti, kde se podílel na rozvoji chemického průmyslu v Rusku.
Zinin byl uznáván nejen v Rusku, ale i v zahraničí. Jeho práce položila základy pro další výzkum aromatických sloučenin a jejich využití v průmyslu. Zemřel 6. února 1880 v Petrohradě.

## Zininova redukce

Strukturní vzorec anilinu

Zininova redukce je chemická reakce, při které se aromatické nitrosloučeniny redukují na odpovídající aminy pomocí sirovodíku (H2S) v přítomnosti kovového železa nebo cínu.
Obecná reakce:
Ar-NO2 + 3 H2 → Ar-NH2 + 2 H2O
kde Ar-NO2 je aromatická nitrosloučenina (například nitrobenzen) a Ar-NH2 je výsledný amin (například anilin).
Zininova redukce položila základy pro další výzkum redukčních reakcí v organické chemii. Je důležitá jako jeden z prvních způsobů výroby klíčové látky v chemickém průmyslu - anilinu. Je jednou z důležitých reakcí pro syntézu aromatických aminů, které se používají v výrobě syntetických barviv, léčiv a plastů.

## Další výzkum

### Výzkum alkaloidů
- Zinin se věnoval studiu alkaloidů a jejich syntézy.
- Jeho výzkum přispěl k pochopení struktury a chemických vlastností těchto biologicky aktivních látek.
- Výzkum alkaloidů měl velký význam pro farmaceutický průmysl.

### Organická syntéza
- Byl jedním z prvních chemiků, kteří systematicky zkoumali organické reakce s využitím redukčních činidel.
- Jeho práce ovlivnila pozdější vývoj syntézy léčiv, plastů a dalších organických materiálů.

### Pedagogická činnost
- Jako profesor na Petrohradské univerzitě vychoval řadu významných chemiků. Jedním z jeho studentů byl mladý Alfred Nobel.
- Byl prezidentem Ruské chemické společnosti, kde se zasazoval o rozvoj chemického průmyslu v Rusku.

## Dílo
- Nikolaj Nikolajevič Zinin: Příspěvky k poznání některých sloučenin z řady benzoylových. Annalen der Pharmacie. 31 (3): 329–332, 1839
- Nikolaj Nikolajevič Zinin: O některých produktech rozkladu hořkého mandlového oleje. Annalen der Pharmacie. 34 (2): 186–192. 1840
- Nikolaj Nikolajevič Zinin: Popis některých nových organických bází, reprezentovaných působením sirovodíku na sloučeniny uhlovodíků se sub-dusičnou kyselinou. Journal für Praktische Chemie. 27 (1): 140–153, 1842